# Curtis Greer
Curtis Greer (Detroit, 10 novembre 1957) è un ex giocatore di football americano statunitense che ha militato nel ruolo di defensive end nella National Football League (NFL).

## Carriera
Greer fu scelto come sesto assoluto nel Draft NFL 1980 dai St. Louis Cardinals. Nella sua stagione da rookie saltò alcune partite a causa di una commozione cerebrale e concluse l'annata in lista infortunati dopo la frattura di un pollice nella sconfitta contro i Philadelphia Eagles. Nelle stagioni 1983 e 1984 mise a segno complessivamente 30 sack e 37,5 in un arco di 41 che incluse la stagione accorciata per sciopero del 1982 e quelle dal 1983 al 1985, il secondo massimo della NFL in quel periodo, dietro a Dexter Manley dei Washington Redskins. Nel 1983 fece registrare 16 sack, secondo nella National Football Conference, dietro al futuro membro della Pro Football Hall of Fame Fred Dean. Nell'ultima partita dell'anno fece registrare 4,5 sack contro gli Eagles. Nel 1984 fu inserito nella seconda formazione ideale della NFC dalla United Press International e chiuse terzo nella NFL con 14 sack, dopo essere arrivato a 52 partite consecutive come titolare. Nel 1985 giocò solo le ultime cinque gare per un problema a un ginocchio, guidando la squadra in sack per la sesta volta in altrettante stagioni da professionista.
Greer si operò al ginocchio prima della stagione 1986, prevedendo di saltare le prime sei partite. Tuttavia, alla fine saltò l'intera annata. Iniziò a sviluppare i primi segnali di un'artrite reumatoide nel ginocchio non operato, un danno ai legamenti dell'altro e presenza di fluido nella caviglia. Lo staff dei Cardinals si attendeva il suo ritiro prima della stagione 1987 ma Greer decise di tornare per un'ultima stagione malgrado gli ammonimenti dei medici. Quell'anno disputò 10 partite, di cui 9 come titolare, facendo registrare 6 sack. Si ritirò a fine stagione.